# 南方鲃
南方鲃（学名：Hampala macrolepidota），又名大鱗裂峽魮，为鲤科南方鲃属的鱼类。分布于爪哇以及澜沧江下游、仅见于西双版纳等，主要栖息于水河缓流处。该物种的模式产地在爪哇。
體紡錘形，體色銀色，成魚在背部與腹鰭之間有一黑色橫帶；紅色尾鰭有一條黑色的縱向又邊緣的斑紋沿著上下葉；稚魚在尾梗上通常有一個附加的縱帶；觸鬚總是長度超過眼寬度，被大鱗片，體長可達70公分。棲息在砂泥底質清澈流動的水域，屬肉食性，以昆蟲與其他魚類为食，可做為食用魚。